# 김영주 (충청북도의원)
김영주(金永柱, 1973년 12월 20일~)은 대한민국 제9·10·11대 충청북도의회 의원이다.

## 학력
- 충북대학교 전기전자공학부 전기에너지공학전공 졸업

## 경력
- 충북대학교 총학생회장
- 대통령자문 민주평화통일자문회의 자문위원
- 민주당 충청북도당 정책실장
- 2010년 7월 1일~2014년 6월 30일: 제9대 충청북도의회 의원
- 2014년 7월 1일~2018년 6월 30일: 제10대 충청북도의회 의원
  - 2016. 7.~2018. 6. 제9대 충청북도의회 후반기 정책복지위원회 위원장
- 2018년 7월 1일~2022년 6월 30일: 제11대 충청북도의회 의원

## 역대 선거 결과
|  | 33.59% |

|  | 53.78% |

|  | 56.13% |

|  | 70.83% |

|  | 47.69% |